# ثيودور باك
ثيودور باك (بالإنجليزية:Theodore Puck) (وُلد في24 سبتمبر 1916 - وتوفي في 6 نوفمبر 2005) هو عالم وراثة أمريكي وُلد في شيكاغو، إلينوي. التحق باك بالمدارس العامة في شيكاغو وحصل على البكالوريوس، والماجستير، ثم درجة الدكتوراه من جامعة شيكاغو. تركز عمل باك في رسالة الدكتوراه على القوانين التي تحكم تأثير الإلكترون على الذرة بمساعدة مستشاره الدكتور جيمس فرانك.

## إسهاماته
كان باك رائدًا في وقت مبكر «لعلم وراثة الخلية الجسدية» واستنساخ الخلية الواحدة. وقد سمح هذا العمل للعديد من علماء الوراثة بدراسة خلايا الثدييات البشرية بشيء من التفصيل. انتهى الرئيسي لباك ببزوغ علم الوراثة الحديثة، مثل الجينوم البشري وغيرها من مشاريع الجينوم في الثدييات. استطاع الدكتور باك بمساعدة فيليب ماركوس باستنساخ خلية هيلا بنجاح في عام 1955.
اكتشف باك العديد من الاكتشافات الأساسية في عدة مجالات. ووجد فريقه أن البشر لديهم 46 كروموسوم بدلًا من 48 كما كان يعتقد العلماء في وقت سابق. طور باك خط خلية شو من خلايا مبيض الهامستر الصينية أثناء هذا العمل. ولا تزال هذه الخلايا تستخدم على نطاق واسع في صناعة الأدوية الحيوية. درس باك الأشعة السينية والطفرات الخلوية، كما عزل ودرس الطفرات الخلوية.

## الجوائز
فاز بك بالعديد من مراتب الشرف تكريمًا لأعماله، أبرزها جائزة ألبرت لاسكر للأبحاث الطبية الأساسية في عام 1958. كما حصل في عام 1973 على جائزة لويزا غروس هورويتز من جامعة كولومبيا جنبًا إلى جنب مع ريناتو دولبيكو وهاري إيغل. فاز دولبيكو بجائزة نوبل في الطب عام 1975. أسس باك معهد إليانور روزفلت في جامعة دنفر حيث كان أستاذًا فخريًا. أصبح باك عضوًا في الأكاديمية الوطنية للعلوم منذ عام 1960، كما نشر باك أكثر من 200 ورقة حول موضوعات علم الوراثة بما في ذلك مرض آلزهايمر ومتلازمة داون، والعلاج الإشعاعي للسرطان.
توفي باك بعد مضاعفات من كسر مفصل الفخذ.

## روابط خارجية
- The Official Site of Louisa Gross Horwitz Prize
- قالب:Biographical Memoirs